# Canal de Anguila
El canal de Anguila (en inglés: Anguilla Channel; en francés: Canal d'Anguilla) es un estrecho en el mar Caribe en el océano Atlántico. Separa las islas de Anguila (un territorio británico de ultramar) del norte de San Martín (una colectividad de ultramar de Francia) en el sur.
Un arrecife de coral en el canal llamado arrecife de Chris fue descubierto en 2009. Contiene los restos de vehículos, que pueden haber sido destruidos por el huracán Luis en 1995 y, en consecuencia colocados en el arrecife para su eliminación.